# Pasówka malgaska
Pasówka malgaska, paskówka malgaska (Galidictis fasciata) – gatunek drapieżnego ssaka z podrodziny galidii (Galidiinae) w obrębie rodziny falanrukowatych (Eupleridae).

## Taksonomia
Gatunek po raz pierwszy zgodnie z zasadami nazewnictwa binominalnego opisał w 1788 niemiecki przyrodnik Johann Friedrich Gmelin nadając mu nazwę Viverra fasciata. Gmelin błędnie podał, że holotyp pochodził z Indii, najprawdopodobniej pochodził z Madagaskaru. Jedyny przedstawiciel rodzaju pasówka (Galidictis) który opisał w 1839 roku francuski przyrodnik Isidore Geoffroy Saint-Hilaire. Podgatunek grandidieri po raz pierwszy zgodnie z zasadami nazewnictwa binominalnego opisał w 1986 roku amerykański teriolog Wallace Christopher Wozencraft nadając mu nazwę Galidictis grandidieri. Holotyp pochodził z Madagaskaru. 
Powszechnie rozpoznawane są dwa gatunki Galidictis, G. fasciata (wraz z podgatunkami fasciata i striata) oraz G. grandidieri, ale ostatnie dane molekularne sugerują, że są one na tyle rozbieżne, że reprezentują podgatunki jednego gatunku, G. fasciata. Autorzy Illustrated Checklist of the Mammals of the World rozpoznają dwa podgatunki. 

### Etymologia
- Galictis: gr. γαλεη galeē lub γαλη galē „łasica”; ικτις iktis, ικτιδις iktidis „łasica”[19].
- Galidictis: rodzaj Galidia I. Geoffroy Saint-Hilaire, 1837 (galidia); gr. ικτις iktis, ικτιδις iktidis „łasica”[19].
- Musanga: malajska nazwa mūsang dla wiwerowatego drapieżnika[4].
- fasciata: późnołac. fasciatus „paskowany”, od łac. fascia „pasek, pasmo”[20].
- grandidieri: Alfred Grandidier (1836–1921), francuski zoolog, podróżnik, geograf, kolekcjoner z Madagaskaru z 1865 roku[21].

## Zasięg występowania
Pasówka malgaska występuje w Madagaskarze zamieszkując w zależności od podgatunku:
- G. fasciata fasciata – wschodni Madagaskar.
- G. fasciata grandidieri – pasówka kolczasta[15] – skrajnie południowo-zachodni Madagaskar.

## Morfologia
Długość ciała (bez ogona) 30–34 cm, długość ogona 24,9–29,3 cm, długość ucha 3–3,2 cm, długość tylnej stopy 6,9–7,4 cm; masa ciała 520–745 g dla podgatunku striata; długość ciała (bez ogona) 45–48 cm, długość ogona 30–32,6 cm, długość ucha 3,9–4,5 cm, długość tylnej stopy 9–9,5 cm; masa ciała 1–1,5 kg dla podgatunku grandidieri. Niewielki ssak o wydłużonym ciele z długim, grubym ogonem i krótkimi łapami. Ubarwienie szarobeżowe z czarnymi lub ciemnobrązowymi pasami ciągnącymi się wzdłuż boków ciała. Ogon kremowobiały.

## Tryb życia
Paskówka malgaska jest gatunkiem rzadko spotykanym i słabo poznanym. Prowadzi nocny tryb życia, co utrudnia jej obserwację. Niewiele wiadomo na temat biologii rozrodu, preferencji żywieniowych i zachowań socjalnych tego gatunku. Występuje w lasach deszczowych.